# Munck Gruppen
Munck Gruppen A/S er en dansk konstruktions-, bygge- og anlægsvirksomhed med hovedkvarter i Nyborg. Virksomheden blev etableret i Nyborg i 1988 af Hans Christian Munck, der også ejer virksomheden. Munck Gruppen har fire datterselskaber i Danmark: Munck Forsyningsledninger, Munck Asfalt, Munck Havne & Anlæg og Munck Civil Engineering. Desuden har de datterselskaber i Island, Tyskland og Polen. 
Koncernens primære arbejdsområder er byggeri af - forsyningsledninger, havne, lufthavne, veje og større infrastrukturanlæg. I 2023 havde Munck Gruppen en årsomsætning på 3,26 mia. danske kroner, og der var 1.561 ansatte.